# دریاچه کاریبا

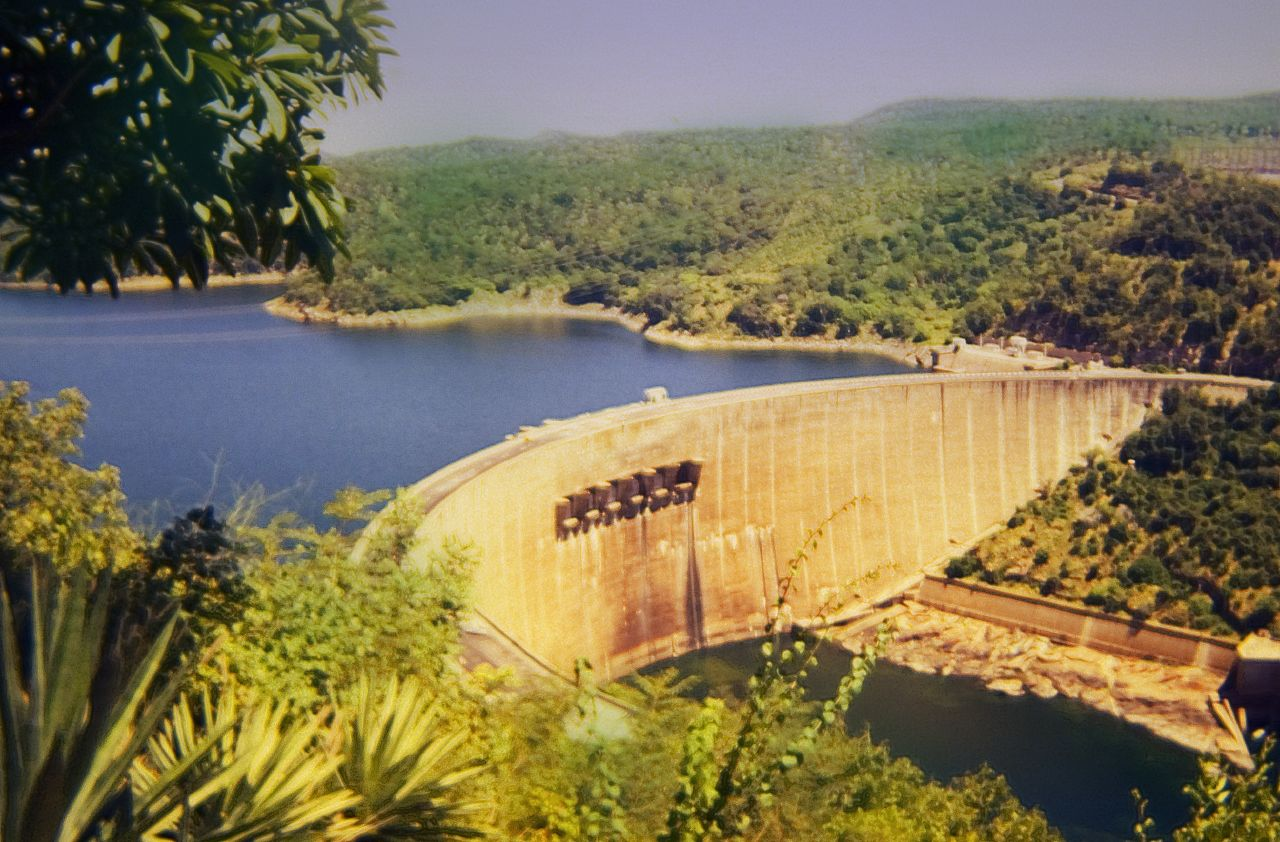
نمایی از سد کاریبا

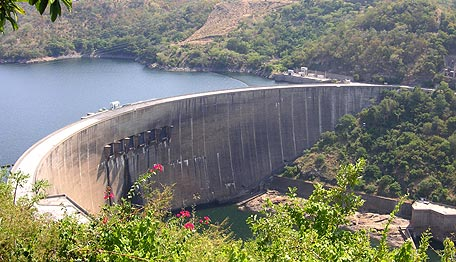
سد کاریبا

دریاچه کاریبا (به انگلیسی: Lake Kariba) بزرگترين دریاچه مصنوعی جهان پس از دریاچه سد سینکرود تیلینگز كانادا از نظر حجم آب است که روی مرز بین دو کشور زیمبابوه و زامبیا واقع شده‌است. حجم آب این دریاچه  حدود ۱۸۰    میلیارد متر مکعب تخمین زده شده‌است. این دریاچه در پشت سد کاریبا تشکیل شده است.
این دریاچه مصنوعی بین مدارهای ۱۶٫۵ تا ۱۸ درجه عرض جنوبی و ۲۷ تا ۲۹ درجه طول شرقی امتداد دارد. طول این دریاچه حدود ۲۲۳ کیلومتر و عرض آن در برخی نقاط حداکثر به ۴۰ کیلومتر می‌رسد. سطح روی آب این دریاچه نسبت به سطح متوسط آبهای آزاد.   در ارتفاع ۴۸۵ متری قرار گرفته‌است. این دریاچه که بر روی رود زامبزی قرار دارد مساحتی معادل ۵۴۰۰ کیلومترمربع را پوشانده‌است. بیشینه عمق آن ۷۸ متر می‌باشد.
منابع مختلف، عمق متوسط این دریاچه مصنوعی را از ۲۹ تا ۳۱ متر تخمین زده اند.
سد کاریبا توسط انگلیسی‌ها ساخته شده است.

## آثار زیست محیطی
گونه‌های مختلفی از جانوران همچون باکلان،فیل، بوفالو، کرگدن، اسب آبی، انواع گوناگون پرندگان و تمساح نیل از محیط طبیعی دریاچه استفاده می‌کنند. همچنین این دریاچه یکی از معدود نمونه‌های موفق وارد کردن یک گونه ماهی غیر بومی توسط انسان است. ماهی ساردین وارداتی به این دریاچه به خوبی خود را با این محیط سازگار کرده و در کنار بیش از ۴۰ گونه ماهی دیگر زندگی می‌کند.
از سوی دیگر احداث سد کاریبا و به دنبال آن انباشته شدن حجم زیاد آب (به وزن تقریبی ۲۰۰ میلیارد تُن) موجب افزایش فشار به زمین و لرزه خیزی آن شده است؛ به گونه‌ای که از تاریخ احداث سد تاکنون زمین لرزه‌های فراوانی در منطقه ثبت شده که ۲۰ تا از آن‌ها قدرتی بیش از ۵ ریشتر داشته‌اند. همچنین پیش از آبگیری سد و ایجاد دریاچه تمام درختان استوایی آن منطقه سوزانده شدند.